# Myrmecina

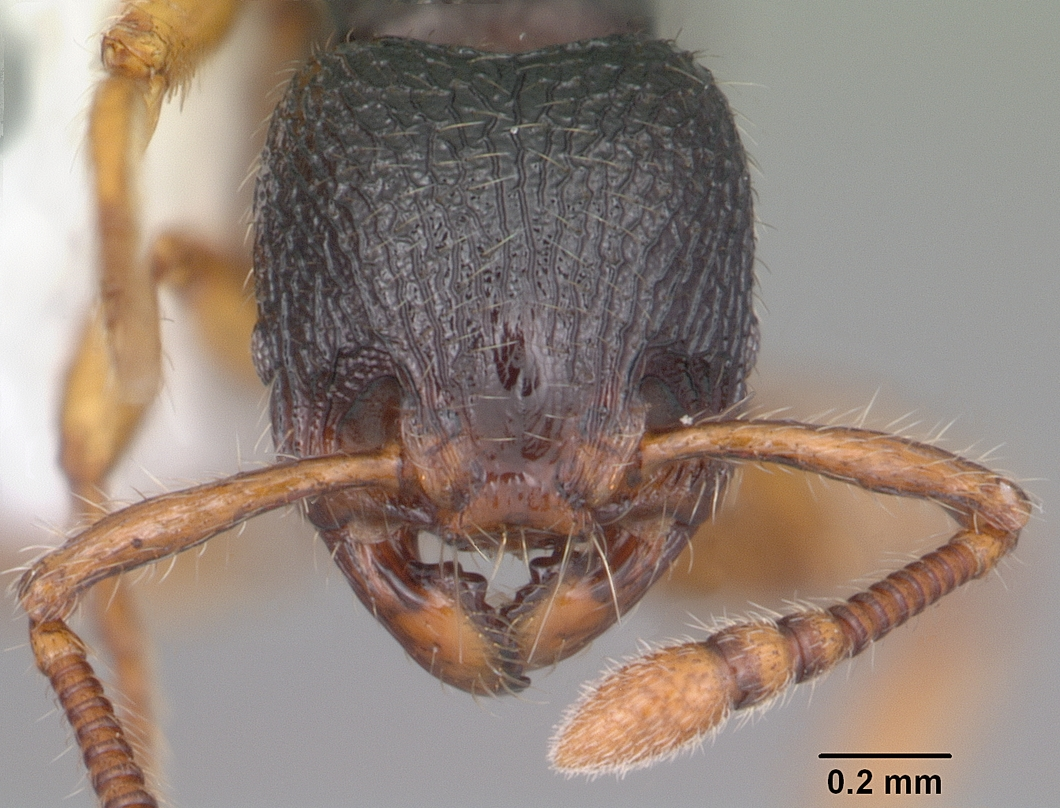
Myrmecina americana

Myrmecina  (лат.) — род муравьёв трибы Crematogastrini (ранее в Myrmecinini) из подсемейства Myrmicinae (Formicidae). Около 100 видов.

## Распространение
Почти всесветное: Юго-Восточная Азия (53 вида), Австралия (13), Неарктика (3 вида), Палеарктика (отсутствуют в Южной Америке и Афротропике). В Европе 3—4 вида, в Индии — 8, в Китае — 14, в России 1 вид.

## Описание
Мелкие муравьи рыжевато-чёрного цвета (длина 2—4 мм), внешне похожи на Myrmica и Tetramorium. Усики самок и рабочих 11—12 члениковые (у самцов — 13). Формула щупиков 4,3 (или 3,2). Стебелёк между грудкой и брюшком состоит из двух члеников: петиолюса и постпетиолюса (последний четко отделен от брюшка, петиоль короткий), жало развито, куколки голые (без кокона).
Ведут скрытный образ жизни, семьи малочисленные, включают от 30 до 150 особей.
У маток обнаружен полиморфизм.
В муравейниках рода Myrmecina на острове Ява (Индонезия) обнаружены мирмекофильные клещи Aribates javensis.
Некоторые виды специализированные хищники на клещах.

## Классификация
Около 100 видов. Относятся к трибе Crematogastrini (ранее в Myrmecinini). В 2020 году была проведена родовая ревизия и описано 40 новых для науки видов.
Филогенетически близки к родам Acanthomyrmex, Perissomyrmex и Pristomyrmex (Ward et al. 2014; Blaimer et al. 2018).

### Синонимы
- Archaeomyrmex Mann, 1921

### Виды
- Myrmecina alpina Shattuck, 2009
- Myrmecina amamiana Terayama, 1996
- Myrmecina americana Emery, 1895
- Myrmecina andalas Satria & Yamane, 2019[7]
- Myrmecina atlantis Santschi, 1939
- Myrmecina australis Wheeler, G.C & Wheeler, J., 1973
- Myrmecina bandarensis Forel, 1913 (Суматра)
- Myrmecina brevicornis Emery, 1897
- Myrmecina butteli Forel, 1913 (Суматра)
- Myrmecina cacabau Mann, 1921
- Myrmecina curtisi Donisthorpe, 1949
- Myrmecina curvispina Zhou at al., 2008
- Myrmecina difficulta Shattuck, 2009
- Myrmecina eruga Shattuck, 2009
- Myrmecina flava Terayama, 1985
- Myrmecina graminicola (Latreille, 1802) typus (=Formica graminicola)[9][10]
- Myrmecina guangxiensis Zhou, 2001
- Myrmecina hamula Zhou, Huang & Ma, 2008
- Myrmecina harrisoni Brown, 1967
- Myrmecina inaequala Shattuck, 2009
- Myrmecina kaigong Terayama, 2009
- Myrmecina magnificens Wong & Guénard, 2016 (Сингапур)[1]
- Myrmecina mandibularis Viehmeyer, 1914
- Myrmecina mellonii Rigato, 1999
- Myrmecina modesta Mann, 1919
- Myrmecina nesaea Wheeler, 1924 (Суматра)
- Myrmecina nipponica Wheeler, 1906
- Myrmecina nitidiuscula Satria & Yamane, 2019[7]
- Myrmecina opaciventris Emery, 1897
- Myrmecina pauca Huang, Huang & Zhou, 2008
- Myrmecina pilicornis Smith, 1858
- Myrmecina polita Emery, 1897
- Myrmecina pumila Shattuck, 2009
- Myrmecina punctata Emery, 1897
- Myrmecina raviwonghei Jaitrong, Samung, Waengsothorn & Okido 2019[11]
- Myrmecina rugosa Forel, 1902
- Myrmecina ryukyuensis Terayama, 1996
- Myrmecina sauteri Forel, 1912
- Myrmecina semipolita Forel, 1905 (Ява)
- Myrmecina sicula André, 1882
- Myrmecina silvalaeva Shattuck, 2009
- Myrmecina silvampla Shattuck, 2009
- Myrmecina silvangula Shattuck, 2009
- Myrmecina silvarugosa Shattuck, 2009
- Myrmecina silvatransversa Shattuck, 2009
- Myrmecina sinensis Wheeler, 1921
- Myrmecina striata Emery, 1889
- Myrmecina strigis Lin & Wu, 1998[12]
- Myrmecina sulcata Emery, 1887 (Ява)
- Myrmecina taiwana Terayama, 1985
- Myrmecina transversa Emery, 1897
- Myrmecina undulata  Emery, 1900 (Борнео, Суматра)
- Myrmecina urbanii Tiwari, 1994
- Myrmecina vidyae Tiwari, 1994
- Myrmecina wesselensis Shattuck, 2009

### Дополнение (2020)
- M. arcuata, M. asiatica, M. aspera, M. asthena, M. boltoni, M. breviata, M. celebebsis, M. dasynota, M. dechai, M. dolichothrix, M. elegans, M. glabra, M. gopa, M. gracilis, M. grandis, M. gymnocephala, M. inflata, M. insulana, M. inthanonensis, M. itoi, M. lambirensis, M. lombokensis, M. longiseta, M. macrops, M. mahuana, M. maryatiae, M. monticola, M. muluensis, M. nigra, M. nomurai, M. padangensis, M. parallela, M. poringensis, M. sabahna, M. spinosa, M. sulawesiana, M. sundanica, M. tridentata, M. vieti, M. yamanei[2].

### Дополнение (2022)
- M. eowilsoni, M. gaoligongensis, M. pierceae[3]